# Албицате
Албицате (итал. Albizzate) је насеље у Италији у округу Варезе, региону Ломбардија.
Према процени из 2011. у насељу је живело 5251 становника. Насеље се налази на надморској висини од 341 м.

## Становништво
Према резултатима пописа становништва 2011. у општини је живело 5.292 становника.
| 1931. | 1936. | 1951. | 1961. | 1971. | 1981. | 1991. | 2001. | 2011. |
| ----- | ----- | ----- | ----- | ----- | ----- | ----- | ----- | ----- |
| 1.912 | 2.089 | 2.534 | 3.676 | 4.625 | 5.135 | 5.077 | 4.919 | 5.292 |